# Зенгфельдер, Гюнтер
Гюнтер Зенгфельдер (нем. Günter Sengfelder; 25 июня 1937, Нюрнберг) — немецкий мототриалист, бронзовый призёр чемпионата мира по мототриалу 1965 года, 6-кратный чемпион Германии по мототриалу (1961—1965, 1968).

## Спортивная карьера
В начале 60-х годов Гюнтер Зенгфельдер был одним из пионеров триала в Германии и в Европе в целом. Будучи участником заводской команды Zündapp, в 1965 году он дебировал в первом чемпионате мира по триалу (тогда он назывался Challenge Henry Groutards) и достиг хороших результатов: в 1965 году занял в чемпионате 3-е место, а в 1967-м поднялся на гонке в Бельгии.
Параллельно с международными соревнованиями выступал в локальных чемпиорнатах.  Выиграл 6 чемпионатов Германии в категории 200 см³ ( 1961—1965 и 1968 ).
Также активно занимался эндуро. Был в составе сборной ФРГ, выигравшей Кубок на Шести международных днях эндуро в 1962 году, проходивших в Гармиш-Партенкирхене.
В качестве официального пилота Zündapp он был частью команды из шести заводских гонщиков, которые 13 мая 1965 года побили 6 мировых рекордов скорости на асфальте на трассе в Монце на мотоцикле объемом 50 куб.см, активно участвуя в достижении трех рекордов в категория «команда»: 6 часов, 1000 километров и 12 часов.
Гюнтер Зенгфельдер написал ряд книг и статей как по истории истории мотоциклов Zündapp, так и по аэронавтике.

## Результаты выступлений в Чемпионате Европы (мира) по мототриалу
| Год  | Мотоцикл | 1      | 2     | 3      | 4      | 5   | 6   | Место | Очки |
| ---- | -------- | ------ | ----- | ------ | ------ | --- | --- | ----- | ---- |
| 1965 | Zündapp  | FRA 5  | BEL 5 |        |        |     |     | 3     | 32   |
| 1966 | Zündapp  | GER    | FRA   | BEL 8  |        |     |     | 20    | 13   |
| 1967 | Zündapp  | SUI 9  | BEL 2 | GER 4  | FRA 6  |     |     | 4     | 67   |
| 1968 | Zündapp  | SUI 8  | GER 9 | BEL 11 | FRA 14 | GBR |     | -     | 0    |
| 1969 | Zündapp  | SUI 16 | FRA   | GER    | BEL    | GBR | SWE | -     | 0    |